# Воскресенська церква (Лебедин)
Воскресенська церква — церква в місті Лебедин Сумської області України. Найстаровинніший храм сучасного Лебедина — дерев'яна Воскресенська церква.

## Розташування
Розташовується вона в центрі вулиці Кобижча, 121. Цей цінний пам'ятник архітектури має довгу й цікаву історію, охороняється державою (охоронний номер 631). Найстаріша церква Слобожанщини, єдина на Лівобережжі побудована з дерева без жодного цвяха. Церква складена з соснового брусу. Під центральним зрубом частково збереглися дубові стояни. Зруби зведені в 1867 році на цегляних підмурках. Первісними є центральний восьмигранний зруб та п'ятистінний вівтар.

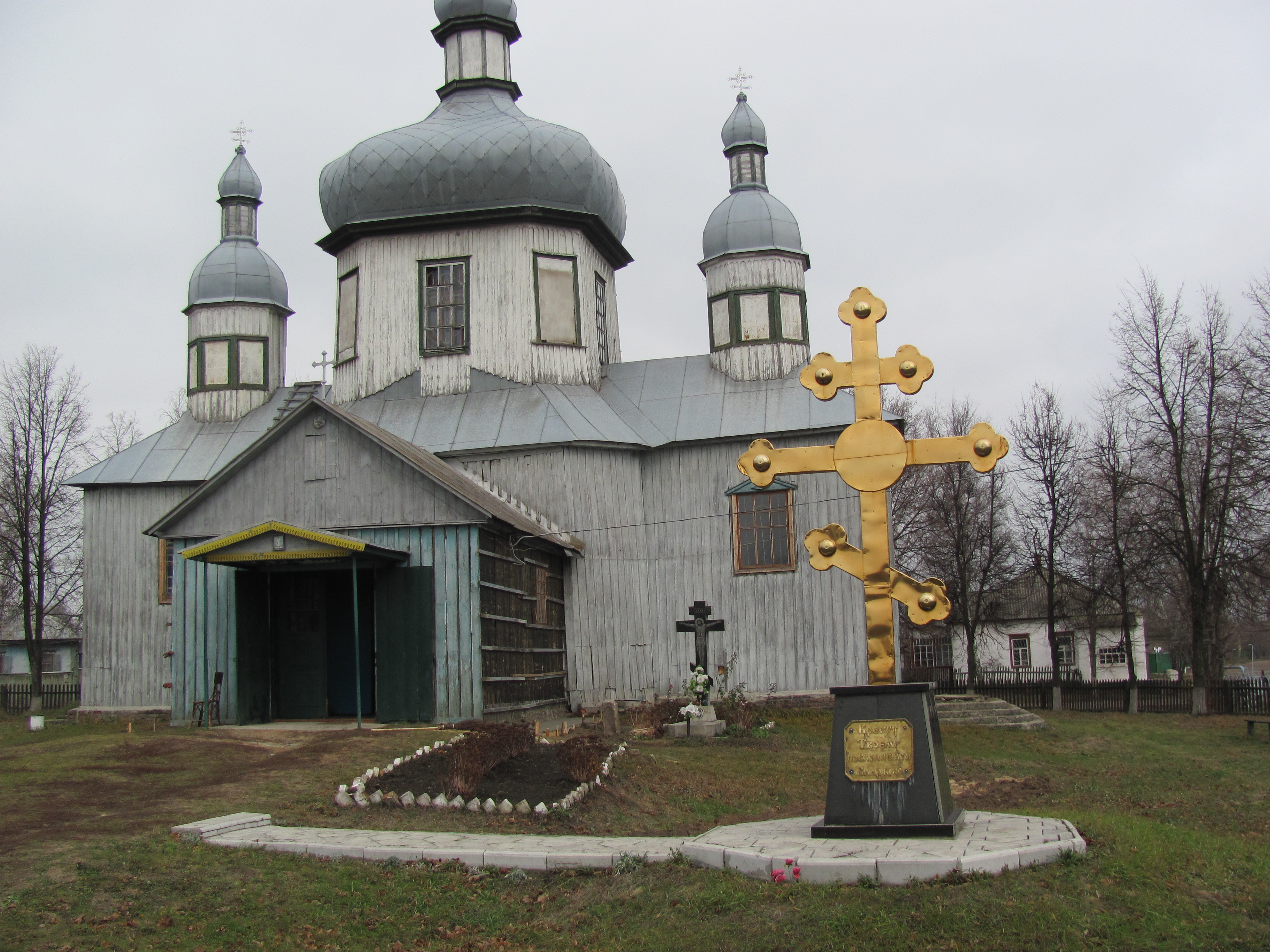
Найстаровинніший храм сучасного Лебедина

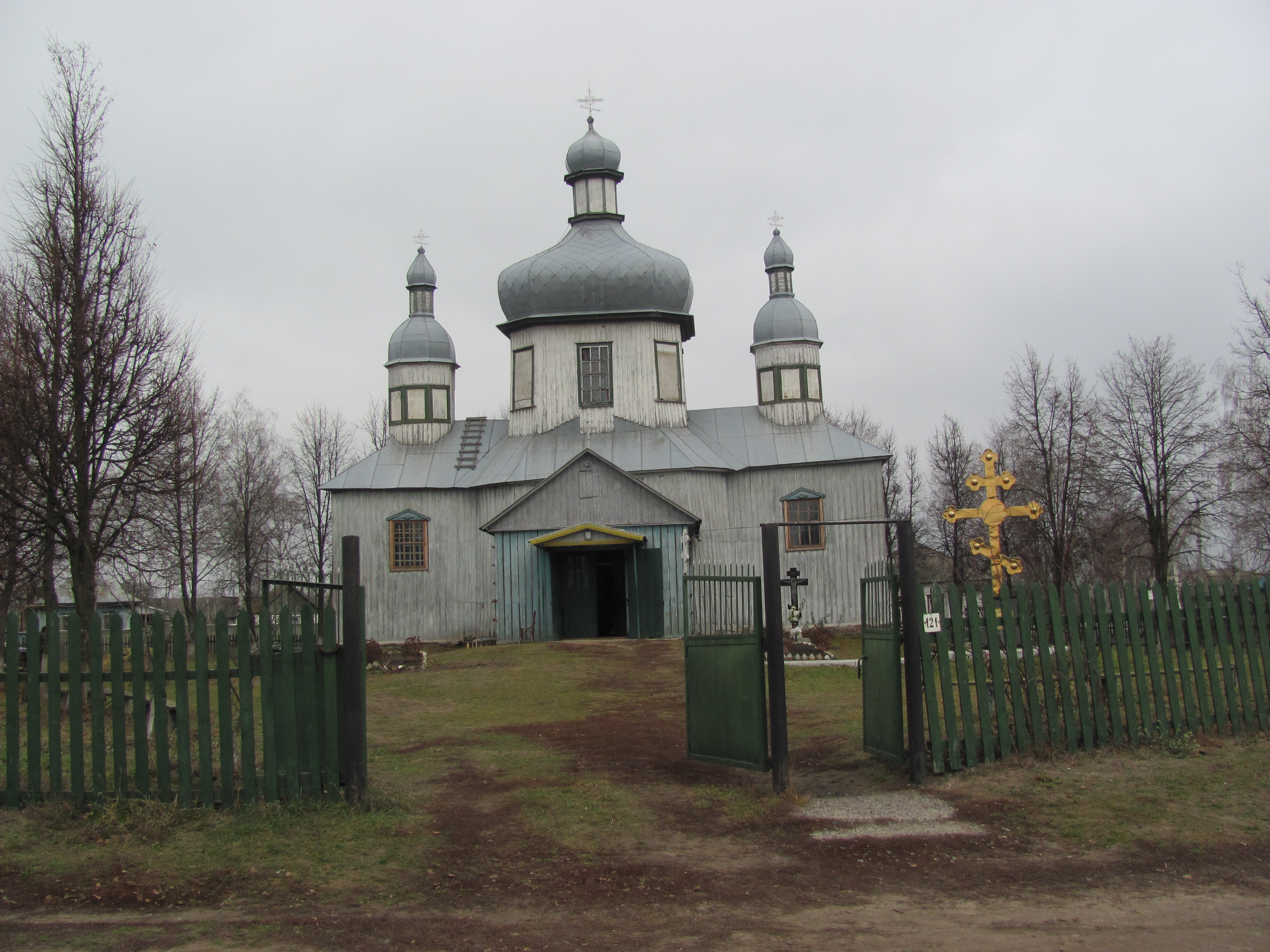
Світлина церкви

## Історія
Відомо, що перший священник цього храму Іоан був посвячений ще в 1701 році. Інший воскресенський священник Стефан помер у 1709 році . Площа під тогочасною спорудою досягала 590 кв. сажнів. Пожежа кінця 18 століття знищила церкву. Найдавніший вцілілий запис в її метриці був зроблений в 1742 р. священиком Іоаном Івановичем Шкуркою. Як свідчить документ за 1783 рік, церква «починки не требует». Отже, згоріла вона між 1783 і 1789 років.
Після того, як царські власті прийняли у 1788 році рішення про закриття монастиря Предтеченська пустинь, михайлівські поміщики генерал — майор А. Г. Іваненко і майор І. С. Міклашевський віддали одну з монастирських церков — трапезну церкву «Введення Богоматері у храм» на відбудову знищеної вогнем Воскресенської церкви в Лебедині. Будівництво її завершилося в 1789 році у значній мірі завдяки старанням священника Григорія Шкурського.
В церковній метриці читаємо: «На»"место погорелой вновь построена Воскресенская церковь при священнике Григории Шкурском. Оная Воскресенская церковь построена деревянная при ней колокольня особо срубленная деревянная". Збудована церква в 1789 році «тщанием прихожан» і «старанием священника Григория Шкурского». В документі Сумського обласного архіву читаємо, що церква спочатку була однопрестольна, «деревянная, в трех главах, в одном престоле, главы покрыты белым железом, окрашены зеленою краскою, окон больших і малых 24, дверей четыре, колокольня деревянная, особо от церкви построенная в одну главу». В рапорті єпископа Слобідсько-Українського і Харківського в 1816 році про неї сказано: «крепкая, под новой крышей».
Пізніше церква стала трьохпрестольною: Воскресіння, Преображіння та Василя Великого. В 1867 році її реконструювали — «исправлена й расширена устройством приделов», в 1880 році в приді-дах поставлені, а в 1881 році посвячені вівтарі. Тоді ж була з'єднана з церквою дзвіниця. Вона була на залізному фундаменті, із залізною покрівлею, з дзвіницею. В 1906 році побудована «ограда каменная с железною решоткою». Капітал церкви в 1904 році становив 614 карбованців. У 1913 році храм застрахували на 14,5 тис. крб.

### Прихожани
Зростала чисельність прихожан. У 1790 р. їх було — 1170. у 1868 р. — 1572, у 1904 р. — 2324.
За довідниковою книгою Харківської єпархії 1904 року священником тут служив 26 — річний Іоан Олексійович Ісиченко, псаломщиком — Георгій Любарський, церковним старостою — селянин Олексій Власенко. В 1913 році священником залишився Ісиченко, псаломщиком став Феодосій Володимирович Матвіїв.
В 1929 році один із тодішніх керівників ''СРСР Л, М. Каганович підписав циркуляр «О мерах об усилении антирелигиозной работы»

### Закриття
Після цього в Лебедині були закриті всі храми, в тому числі й Воскресенську церкву. В 1937—1939 роках половину церкви розібрали, а матеріал використали на спорудження свинарника в місцевому колгоспі імені Сталіна. Тоді ж знесли тут дзвінницю. Знищили огорожу. Церква частково збереглася тільки тому, що під час руйнування чоловік, котрий збив хреста з центральної бані, привселюдно упав і вбився. 

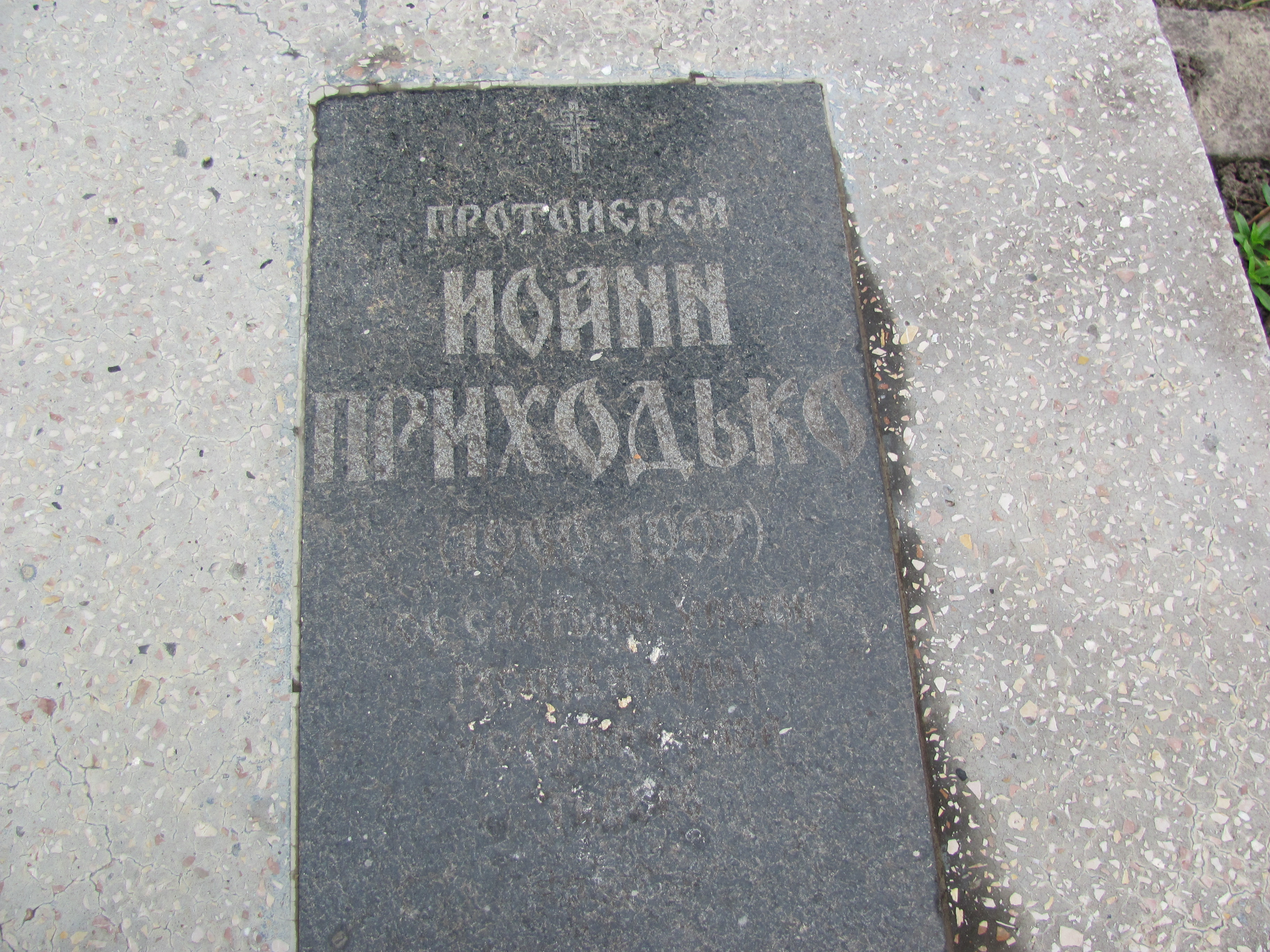
Фото церкви

#### Спогади
Старожили згадують, що видовище понівеченого тіла було настільки жахливим, що більше ніхто не погодився знищувати церкву. Це було сприйнято, як кара Божа, і припинило руйнацію. Але дзвіниця, бабинець і огорожа церкви були розібрані весною 1941 р. До початку війни церкву використовували як колгоспну комору. Під час німецької окупації парафіяни відремонтували храм, виготовили новий іконостас і розпочали богослужіння. Продовжувалась божа служба і після війни.
В 50-60-х рр. церкву знову закривали, розганяли «двадцятку» і тільки завдяки наполегливості парафіян визначну пам'ятку архітектури вдалось зберегти від цілковитого зруйнування.

## Післявоєнні часи
Протягом багатьох післявоєнних років священником у Воскресенській церкві служив Іван Дмитрович Приходько. В період сталінського правління він відбув 25 років каторги в Сибіру за віру в Бога й релігійне подвижництво. Своїми коштами і зусиллями прихожан отець Іван відбудував і відновив діяльність 12 церков на Сумщині. Життя цього мученика і правдолюбця тривало 97 літ. Помер він 31 грудня 1997 року. Поховали його у дворі Воскресенської церкви, праворуч від входу в храм.
В 1993 році настоятелем церкви був Михайло Андрійович Кудлай.
Отець Михайло доклав немало зусиль для ремонтних робіт у храмі. Тут встановили газове опалення, спорудили нову дерев'яну огорожу. Із церковних стародруків у храмі були: «Псалтир» — 1749 р., «Акафіст» — 1737 р., «Служебник» -1747 р. Дві останні книги — Чернігівської друкарні. Ще й сьогодні в церкві зберігаються хоругви XVIII ст. — взірець металопластики тих часів. Зберіг їх від знищення прихожанин Олексій Зелений.
Кожного ранку нинішній настоятель храму отець Миколай приходить до могили отця Івана, вітається зі своїм попередником і духовним наставником, просить у нього підтримки та помочі.
Отець Миколай розгорнув надзвичайно активну діяльність зі спасіння унікальної церкви. Чи варто казати, що буквально всі невеликі пожертви прихожан витрачаються на ремонт храму. Але цього мало — потрібно негайно провести реставраційні роботи. Інакше ця унікальна для Слобожанщини дерев'яна церква буде втрачена назавжди.
«Абсурдна ситуація: старовинна дерев'яна церква врятувалася в страшні часи руйнування храмів, але зараз знаходиться під загрозою повного знищення, — розповідає отець Миколай та додає: — На реставрацію потрібні чималі кошти. Але зараз просто необхідно хоча б зупинити руйнацію. Боюся, що одного дня храм просто рухне…»

## Пам'ятка архітектури

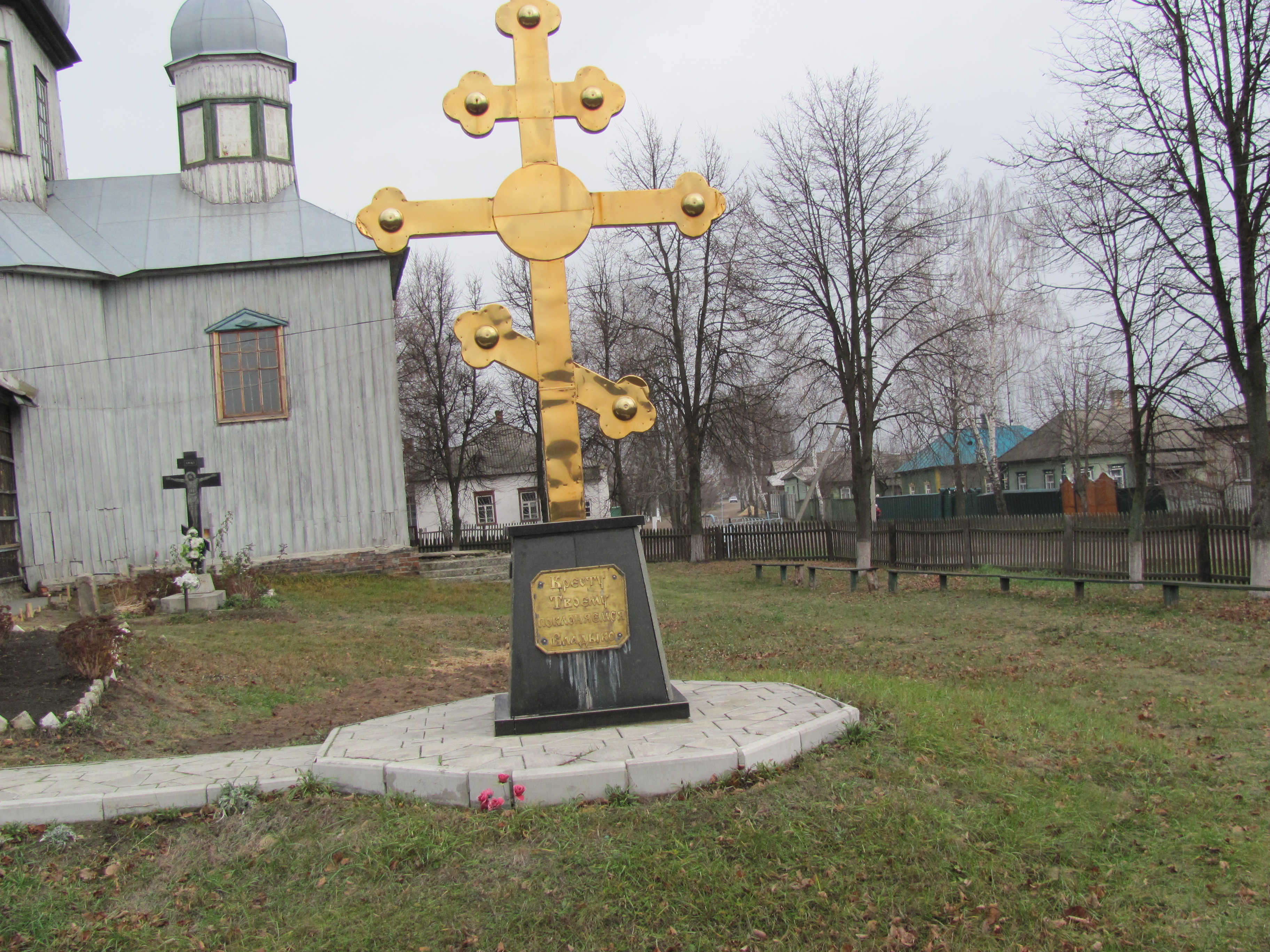
Фото церкви:

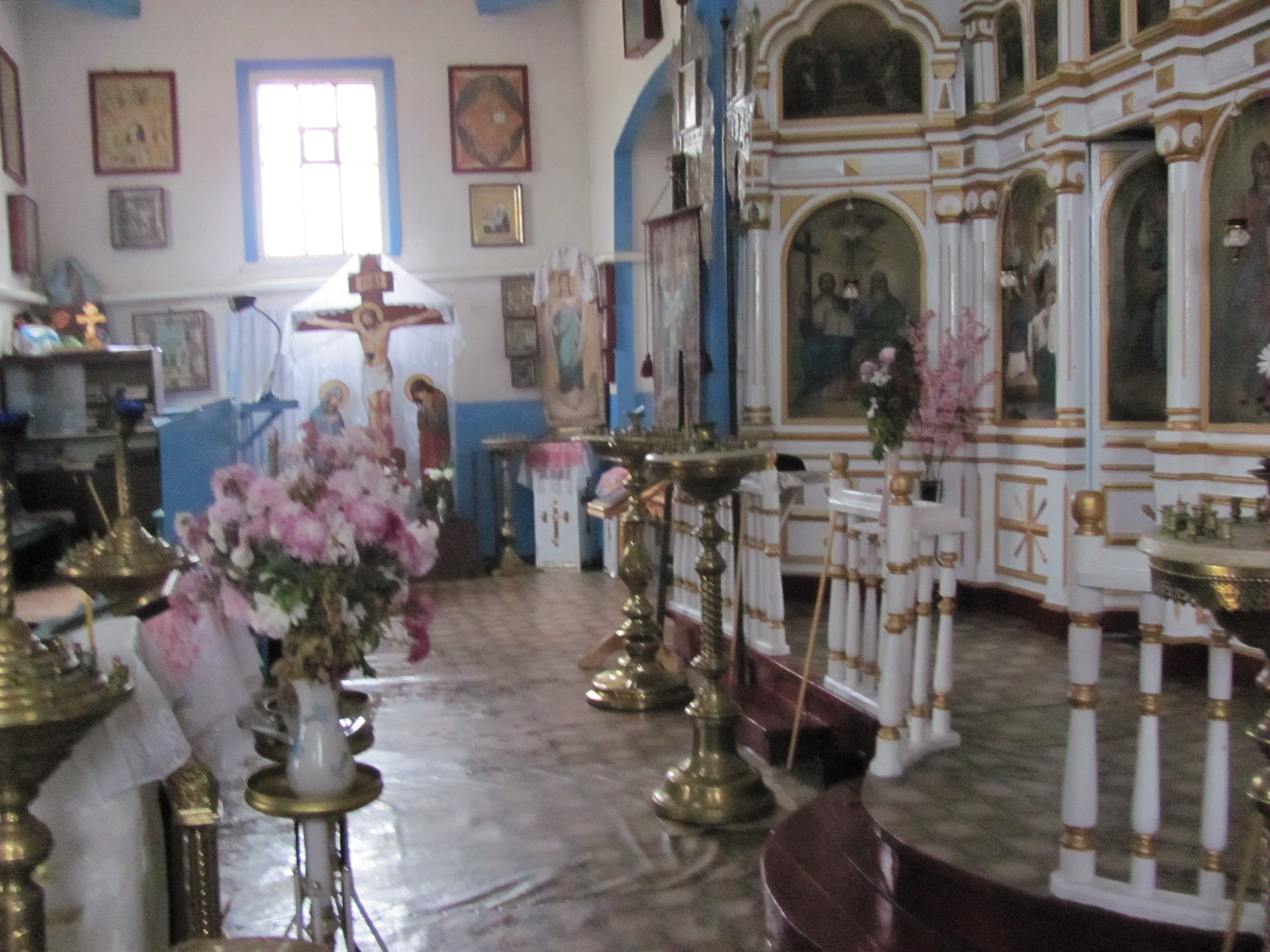
Фото церкви

Воскресенська церква — характерний і на сьогодні унікальний витвір останнього етапу розвитку Слобожанської школи народної дерев'яної архітектури.
Чудова краса пам'ятника старовинної архітектури приваблює жителів нашого міста та його гостей, численних туристів. Церква зображена на полотнах майстрів пензля — лебединського живописця В. Й. Корнієнка, сумських митців І. І. Гапоченка, С. І. Побожія.